# 4548 Wielen
4548 Wielen è un asteroide della fascia principale. Scoperto nel 1960, presenta un'orbita caratterizzata da un semiasse maggiore pari a 2,2847815 UA e da un'eccentricità di 0,0642921, inclinata di 8,29303° rispetto all'eclittica.